# المهرجان الدولي للسينما والمرئيات السمعية في بوروندي
المهرجان الدولي للسينما والمرئيات السمعية في بوروندي (FESTICAB) هو مهرجان سينمائي سنوي يقام في بوروندي، وهدفه الرئيسي هو ترويج ونشر الأعمال التي صنعها صناع الأفلام البورونديون على وجه الخصوص والأجانب على المستويين الوطني والدولي.
تأسس المهرجان من قبل المخرج ليونس نغابو في عام 2009. وهو عبارة عن مسابقات في ثلاث تصنيفات: أفلام بوروندية، وأفلام شرق أفريقية، وأفلام عالمية.
المؤسس والرئيس الحالي للمهرجان هو ليونس نغابو، موسيقي وصانع أفلام حيث أخرج أول فيلم كلاسيكي يسمى جيتو (1993)، والذي كان أول فيلم روائي طويل في تاريخ السينما البوروندية. عندما بدأت الحرب الأهلية في عام 199، ذهب نجابو إلى المنفى في كندا حيث عمل في كيبيك من عام 1996 إلى عام 2000، وعمل في مهرجان «وجهات نظر من أفريقيا» في مونتريال. وفي عام 2006 عاد إلى بوجومبورا وأسس المهرجان الدولي للسينما والمرئيات السمعية في بوروندي.
في مهرجان 2011، تم تأسيس شبكة أفلام شرق إفريقيا (EAFN). تعطل المهرجان في دورته لعام 2015 بسبب الاحتجاجات ضد ترشح الرئيس نكورونزيزا لولاية ثالثة، وتعين إلغاء العديد من العروض.

## الدورات

### 2017
سارت ليلة الافتتاح بسلاسة، حيث بدأ الحفل عرض موسيقي قدمه فنانون بوروندي. ليونسي نجابو، المؤسس والرئيس الحالي للمهرجان.

### 2016
«السينما في خدمة المصالحة» هو موضوع الدورة الثامنة للمهرجان الدولي للسينما والسمعي البصري في بوروندي، والذي يتميز بضعف الحماس العام وانخفاض المشاركة البوروندية، حيث إن جميع الأفلام الفائزة كانت أجنبية، باستثناء فيلم محلي واحد فقط وهو فيلم «صورة عائلتي» للمخرج إريك نشيميريمانا الذي حصل على جائزة تحفيزية قدرها مليون دولار أمريكي (625 دولارًا).

## الفائزون في المهرجان
2010
- أفضل عمل بوروندي: «حب سيارة الأجرة» لجين ماري نديهوكوبوايو.

2011
- أفضل فيلم قصير: «موانسا العظيم» للمخرج رانجانو نيوني
- جائزة لجنة التحكيم الخاصة: «ثلاثة سامورا سود» لسيدريك ايدو.

2012
- أفضل فيلم وثائقي: «العدالة للبيع»

2014
- أفضل فيلم قصير من شرق إفريقيا: «تلميع الأحذية» لأميل شيفجي.

2016
- أفضل فيلم روائي طويل من شرق إفريقيا: «باهاتي» لتيموثي كونراد.[2]
- أفضل فيلم قصير: «على نطاق واسع» للمخرج نيفاشا فلوريان

2017
- أفضل ممثل: مودو إيمانويل

2019
- فاز الفيلم المصري «يوم الدين» بجائزة أفضل ممثل.[4]

## روابط خارجية
- موقع المهرجان الدولي للسينما والمرئيات السمعية في بوروندي
- قناة المهرجان الدولي للسينما والمرئيات السمعية في بوروندي